# Тугрег (Говь-Алтай)
Тегрег (монг. Төгрөг) — сомон аймака Говь-Алтай в юго-западной части Монголии, площадь которого составляет 5 343 км². Численность населения по данным 2009 года составила 1 914 человек.
Центр сомона — посёлок Тугруг, расположенный в 165 километрах от административного центра аймака — города Алтай и в 1215 километрах от столицы страны — Улан-Батора.

## География
Сомон расположен в юго-западной части Монголии в центре аймака. На территории Тегрега располагаются горы Буурал Хайрхан, Хар Азрага, Шавартын Ундур, Хан Жаргалан, Цагаан Хайрхан, протекают реки Цангилах, Хурэн, Уерт, Хавцгайн, Жаргалант, Тугруг.
Из полезных ископаемых в сомоне встречаются залежи каменного угля, медной руды, алюминия, известняка, хрусталя, белой соли.

## Климат
Климат резко континентальный. Средняя температура января -15-20 градусов, июля +15-20 градусов. Ежегодная норма осадков 180-250 мм.

## Фауна
Животный мир Тегрега представлен волками, лисами, манулами, косулями, архарами, дикими козами, тарбаганами.

## Инфраструктура
В сомоне есть школа, больницы, турбазы.